# El baño turco
El baño turco es un cuadro de Dominique Ingres. Esta obra orientalista representa un grupo de mujeres desnudas en los baños de un harén. El erotismo del cuadro es suave y no provoca gran escándalo ni lo hizo en su época, a diferencia de otros del mismo género, como el Almuerzo sobre la hierba de Édouard Manet (1863). Pero durante mucho tiempo perteneció a colecciones privadas y no se exhibió de manera continuada hasta el siglo XX. Actualmente se encuentra en el Museo del Louvre de París (Francia), donde se exhibe con el título de Le Bain turc. Está considerada como la obra maestra de los últimos años de Ingres.

## Realización
Es ya un anciano el que firma el cuadro erótico en 1862, no sin una cierta malicia, ya que él lo inscribe con orgullo AETATIS LXXXII ('a la edad de ochenta y dos años'). Algunos años después (en 1867), Ingres declara que aún conserva: 

todo el fuego de un hombre de treinta años.

Rectangular en su origen, el pintor le dará forma de tondo o medallón en el año 1863, acentuando así el carácter furtivo de la mirada que lo contempla, que parece espiar a través de una cerradura y otorgando una nueva dimensión a la obra, reforzando la forma redonda la cadencia de los cuerpos desnudos.
Para realizar este cuadro Ingres no recurre a modelos; se inspira en los numerosos bocetos y cuadros que ha pintado a lo largo de su carrera, ya que el desnudo femenino fue el tema principal de su obra. Se puede ver, por ejemplo, en las figuras de La bañista y La Odalisca, que dibujó o pintó solas, sobre un diván o un estanque. El primer plano está ocupado por una mujer vuelta de espaldas que está tocando una especie de laúd. Recuerda a la figura más conocida de Ingres: La bañista de Valpinçon, que reprodujo de forma casi idéntica, variando la posición del brazo, de manera que aquí al estar un poco levantado, deja entrever su seno. Constituye el elemento central de la composición. Igualmente, la odalisca con los brazos levantados que se ve en primer plano, fue producto de un boceto que hizo el pintor en 1818 y que representaba a su mujer (Madeleine). La espalda de esta mujer de los brazos levantados, es más larga de lo normal, incoherencia anatómica del artista que utilizaba con frecuencia  y de manera absolutamente consciente, sacrificando la verosimilitud por el efecto; quiere pintar la belleza, su belleza, una belleza individual (por ejemplo las tres vértebras suplementarias de La gran odalisca). Los demás cuerpos están yuxtapuestos en diferentes planos, sin que se crucen sus miradas y como haciendo un cadencioso ritmo figurativo. Es de notar la curiosa osadía de Ingres al representar en este cuadro una escena de caricias lésbicas entre una de las mujeres (que aparece con un gorro enjoyado como si acaso fuera la Valide Sultan) y otra que parece algo menor en edad. En realidad gran parte de esta composición pictórica parece gravitar en torno a ese tema; por ejemplo: la odalisca que tañe el laúd parece hacerlo dedicado a esas mujeres tal cual se observa en la pintura.
Ingres puebla el cuadro de una casi infinidad de mujeres, en posturas y actitudes distintas: estiradas, tomando café, charlando, bailando, etc. Son docenas de desnudas que están sentadas o tumbadas, alrededor de una piscina, sus posiciones recuerdan, acaso por casualidad, a las posturas de las figuras del templo hindú de Khajuraho, por ende existe una especie de ritmo con reminiscencias musicales en esta pintura y lejos está de ser fortuita tal apreciación: en el «primer plano» está la odalisca desnuda (que es la mujer que más iluminada aparece) tañendo el laúd y casi frente a ella pero muy al fondo y en la penumbra la mujer que danza. Muchas de estas bañistas acaban de salir del agua y se las ve secándose o durmiendo. El mayor erotismo del cuadro viene proporcionado por las dos mujeres que están a la derecha, una tocando el pecho de la que tiene a su lado.
En el primer plano, a la derecha, hay una manta roja y, sobre ella, una mesita con una serie de objetos. Forman un bodegón: una tetera plateada, una jarra de porcelana, una taza.

## Posteridad
Esta obra es un encargo hecho alrededor de 1848 por un pariente de Napoleón III (o del propio príncipe Napoleón, según la página web del Museo del Louvre), quien poco después de adquirirlo se lo devolvió al pintor, porque su mujer (la emperatriz Eugenia) lo encontraba «poco conveniente». El pintor siguió trabajando en su obra hasta 1863, incluso después de que él mismo lo datara en 1862.
En 1865 lo adquirió Halil Serif Pascha, llamado Khalil Bey, un diplomático turco que vivía en París, incorporándolo a su colección de cuadros eróticos, entre los que se hallaba El origen del mundo, de Gustave Courbet. A finales del siglo XIX unos mecenas quisieron regalar El baño turco al Museo del Louvre, pero el consejo del museo lo rechazó en dos ocasiones. 
Sólo se reveló al gran público en 1905, con ocasión de la retrospectiva de Ingres en el Salón de Otoño, donde entusiasmó a pintores de vanguardia como Picasso. 
Después de que lo intentaran comprar los coleccionistas nacionales de los museos de Múnich, el Louvre lo aceptó en sus colecciones en 1911.
Edgar Degas pidió que el cuadro se presentase en la Exposición Universal, lo que provocó diferentes reacciones: Paul Claudel llegó a compararlo con un «pastel de gusanos».

## La inspiración orientalista

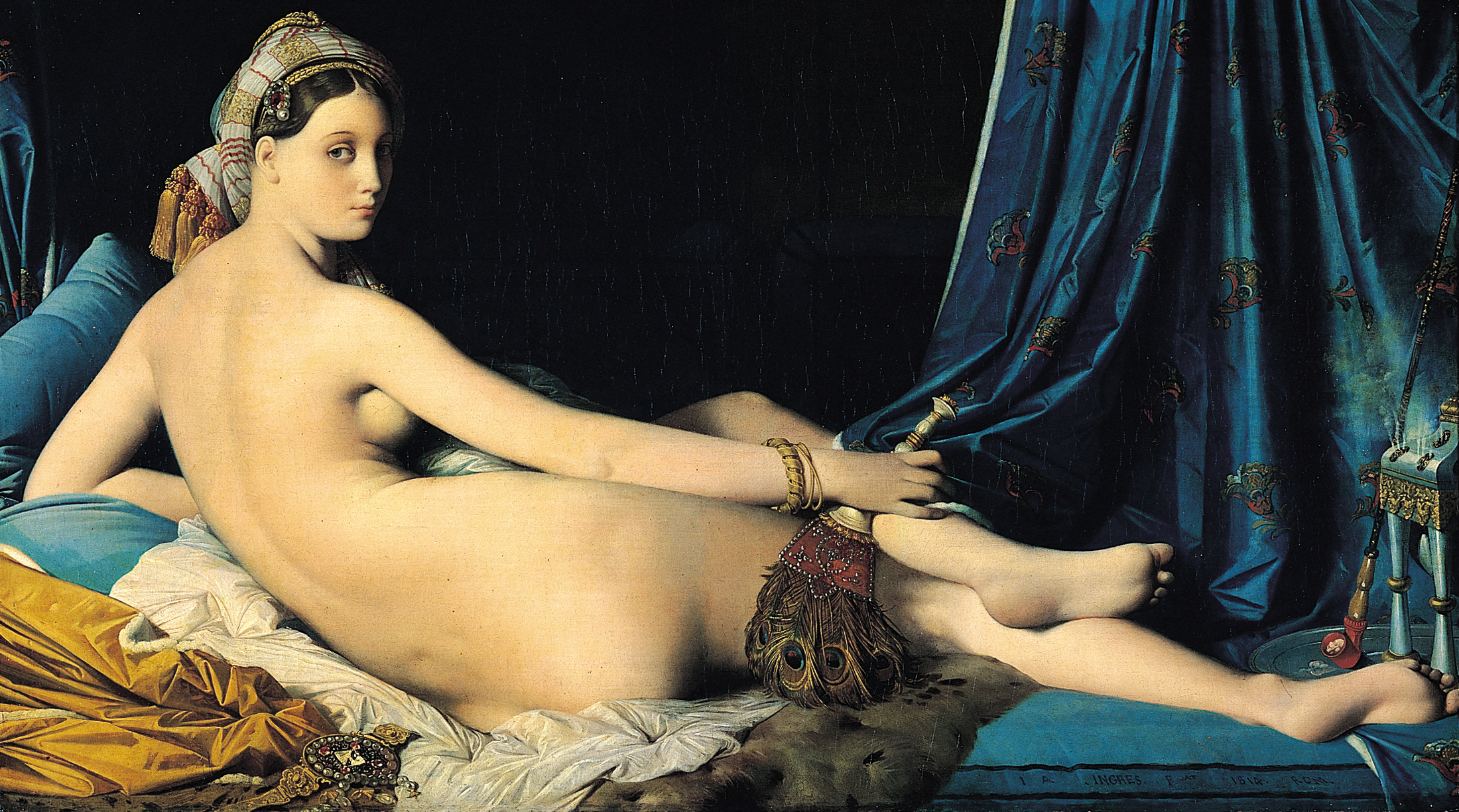
Jean Auguste Dominique Ingres, La Grande Odalisque, 1814

Ingres estuvo muy influenciado por la corriente orientalista, relanzada después de la batalla de Egipto de Napoleón. En 1806, cuando Ingres va a Italia, copia en sus cuadernos un texto en el que se habla de los «baños del serrallo de Mahoma». Se puede leer una descripción del harén en la que explica: «sucede en una sala rodeada de sofás […] en ella, varias mujeres atienden al sultán a la salida del baño, secándole y rociándole con las más perfumadas esencias; seguro que él disfrutaba de un voluptuoso reposo».
En 1825 Ingres copia un pasaje de las Cartas orientales de Lady Mary Montagu, titulado Descripción del baño de mujeres de Adrianópolis. Lady Mary, esposa de un diplomático inglés, acompañó a su marido en 1716 cuando fue destinado al Imperio otomano. Estas cartas se reeditaron en Francia entre 1763 y 1857 en ocho ocasiones, lo que alimentó la fiebre orientalista. «Yo creo que había unas doscientas mujeres en total», indica Lady Montagu en el pasaje copiado por Ingres. «Bellas mujeres desnudas en poses diversas… unas conversando entre sí, otras dedicadas a su labor, otras bebiendo café o degustando un sorbete, y muchas tendidas indolentemente, mientras sus esclavas (en general encantadoras jóvenes de diecisiete o dieciocho años) se dedicaban a peinar sus cabellos a su capricho». La inspiración de este cuadro en la obra de Lady Montagu es evidente.
Sin embargo, así como Delacroix visitó un harén en Argelia, Ingres no viajó jamás al Magreb o a Oriente Próximo. Las damas que él pinta tienen un físico y color más europeo que oriental. El tema oriental es para él, ante todo, un pretexto para pintar el desnudo femenino en una pose pasiva y lasciva. Los elementos exóticos son raros en sus composiciones, e incluyen instrumentos musicales, algunas piezas de porcelana o el incensario con que una de las esclavas perfuma los cabellos de su señora.

## Legado
El baño turco ha inspirado a muchos artistas modernos. Se lo ve en Félix Vallotton con su cuadro Le Bain turc (El baño turco) de 1907, en Pablo Picasso en Las señoritas de Avignon o también en Tamara de Lempicka y su cuadro Femmes au bain (Mujeres al baño, 1922). Su influencia se hizo aún más patente a partir de la década de 1960 a través de numerosas apropiaciones. Entre las referencias más obvias al Baño turco de Ingres están Made in Japan, tableau turc et invraisemblable (1965) de Martial Raysse, Revolver I (1967) de Robert Rauschenberg, Le Bain turc (1968) de Harry Nadler y, en estilo pop, El baño turco después de Ingres (1970) de Robert Ballagh.
Es precisamente porque tantos artistas han hecho referencia a él que El baño turco ha llamado la atención del pintor Herman Braun-Vega, quien considera a Ingres como una figura fundamental entre la pintura clásica y la moderna. Le bain turc à New York (El baño turco en Nueva York) es una serie de 15 variaciones sobre el Baño turco de Ingres realizada en 1972 por Braun-Vega para ser expuesta en la galería Lerner-Heller de Nueva York. Braun-Vega traslada el cuadro de Ingres a contextos modernos, representando a las bañistas de Ingres en escenas de la vida cotidiana en Nueva York, en las calles, en la playa, o rodeándolas con elementos contemporáneos como cajas de leche y periódicos, creando así un diálogo entre el pasado y el presente que forma parte de su exploración del legado de los grandes clásicos de la pintura en el arte moderno. La noción de herencia también está en el centro del cuadro ¡Caramba! en el que Braun-Vega se reivindica heredero de Velázquez, Goya, Rembrandt, Ingres, Cézanne, Matisse y Picasso, siendo Ingres representado por El baño turco. Cuando Braun-Vega no utiliza el tondo de Ingres para expresar su filiación artística, puede utilizarlo, por ejemplo, para expresar una crítica social. Así, en El baño en Barranco (Ingres), las figuras clásicas del Baño Turco se encuentran enfrentadas con indígenas peruanos, destacando las disparidades culturales y económicas. Otras pinturas de Braun-Vega hacen referencia al baño turco entre las que se pueden citar La papaya al baño (Picasso, Ingres, El Greco), El Baño a Cantolao o 8,7 = cortina (Ingres), État critique (Ingres, Picasso), El artista y sus modelos (Ingres), Matisse domina los colores y las luces con sus tijeras.